# Fiat 501
La Fiat 501 était une automobile fabriquée par le constructeur italien Fiat entre 1919 et 1926.
Ce fut le premier modèle entièrement neuf à être développé après la Première Guerre mondiale et Fiat en profita pour adopter une nouvelle appellation de ses productions, par exemple, toutes ses nouvelles voitures portent le numéro de type 5 — d'où la 501, les camions le numéro 6 suivi de la charge utile — d'où le 636, etc.
Cette automobile a revêtu une importance particulière parce qu'elle représenta la réponse immédiate de Fiat à la tentative d'invasion des marchés des divers pays d'Europe de la part du constructeur américain Ford. En 1919, alors que toutes les nations d'Europe dont l'Italie, traversaient une période très difficile du point de vue économique, après la Première Guerre mondiale, la reconversion d'après guerre était délicate et les industries éprouvaient d'énormes difficultés à reprendre un niveau de production stable et compatible avec leur potentiel. C'est dans ce contexte que l'Américain Henry Ford projeta la conquête des marchés automobiles des pays d'outre-Atlantique avec son modèle « T ». Les constructeurs du vieux continent durent faire face rapidement et les premiers à réagir seront Fiat avec sa « 501 » et Citroën avec sa 10HP type A.
Ce modèle à succès, robuste et performant, fut livrable en un nombre important de versions.
Sa fabrication s'arrêta après une production de presque 70 000 exemplaires, volume énorme pour l'époque !
Il était doté d'un moteur Fiat 101 de 1 460 cm3 développant 23 ch à 2 600 tr/min et d'une boîte à quatre rapports avec un embrayage multidisque.
En 1921 apparut la Fiat 501S (Sport) et la 501SS (Spider Sport) ; environ 2 600 modèles Sport furent construits.
Une version de compétition fut également réalisée, la Fiat 802. Elle reprenait le moteur de 1 486 cm3 porté à 55 ch et gagna la Targa Florio en 1922.
En 1923, Fiat réalisa la 501C (coloniale) pour les armées du roi d'Italie dans les colonies en Afrique.
Elle sera secondée à partir de 1923 par la Fiat 502 et seront toutes deux remplacées en 1926 par la Fiat 503.

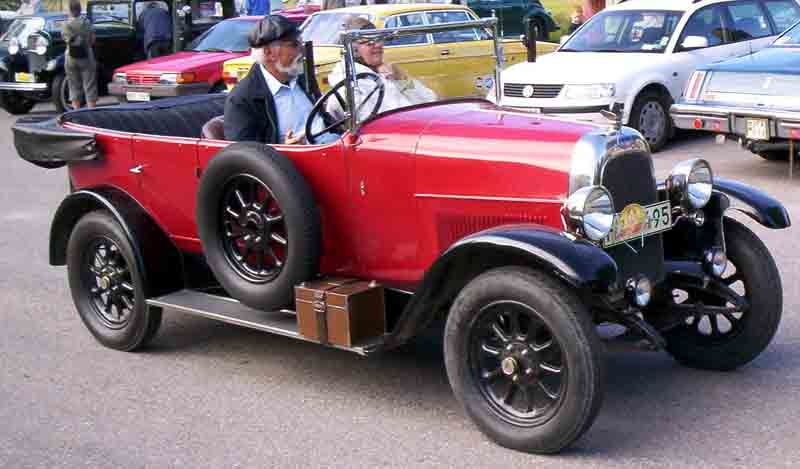
Fiat 501 Torpedo.

## Version utilitaire 501F
La robustesse du châssis de la Fiat 501 de base permit, sans aucune transformation, une utilisation  pour une version utilitaire « furgoncino » destinée à des utilisations les plus variées. Ce modèle sera très recherché par les compagnies de collecte du lait et de la Poste italienne.
Comme pour la berline, la version utilitaire sera remplacée par la 503F.